# Kovács Gábor (politikus)
Kovács Gábor (Nagyoroszi, 1932. január 19. – 2021. április 18.) magyar politikus, országgyűlési, megyei és városi képviselő, gimnáziumi tanár, 15 évig a balassagyarmati Szalézi Egyházközség képviselő-testületének elnöke, a Szent Imre Keresztény Iskola alapító tagja.

## Életpályája

### Iskolái
A Balassi Bálint Gimnáziumban érettségizett. 1950–1954 között az Eötvös Loránd Tudományegyetem fizika-matematika szakos hallgatója volt.

### Pályafutása
1954–1962 között, valamint 1966–1989 között a balassagyarmati Balassi Bálint Gimnázium oktatója volt. 1962–1966 között a Szántó Kovács János Gimnáziumban tanított. 1989–1990 között a szécsényi Mezőgazdasági Szakközépiskola pedagógusa volt. 1995-től a balassagyarmati szalézi egyházközség világi elnöke volt.

### Politikai pályafutása
1990–1991 között a Szociális, családvédelmi és egészségügyi bizottság tagja volt. 1990–1994 között az IPU magyar-szlovák tagozatának elnöke volt. 1990–1994 között országgyűlési képviselő (Balassagyarmat) volt. 1990–1997 között a KDNP tagja, 1991–1997 között Nógrád megyei elnöke volt, de 1997-ben kizárták. 1991–1992 között a Kulturális, tudományos, felsőoktatási, televízió, rádió és sajtóbizottság tagja volt. 1992–1994 között az Oktatási, ifjúsági és sportbizottság alelnöke volt. 1994-ben és 2006-ban országgyűlési képviselőjelölt (KDNP, illetve KDNP-Fidesz) volt. 1994–1998 között a Nógrád Megyei Közgyűlés alelnöke (FKGP-KDNP-MDF), 1998–2010 között tagja volt. 1996-tól a Magyarok Világszövetsége (MVSZ) Nógrád megyei elnöke volt. 1997-től az MKDSZ tagja, 1998-tól Nógrád megyei elnöke volt. 1998–2002 között balassagyarmati önkormányzati képviselő volt.

## Családja
Szülei: Kovács János és Kapás Julianna voltak. 1956-ban házasságot kötött Gebler Vilmával. Két lányuk született: Tünde (1957) és Eleonóra (1958).

## Díjai
- Kiváló Tanár (1977)